# 2C-I
| 2C-I        | 2C-I                                                                                  |
| ----------- | ------------------------------------------------------------------------------------- |
| IUPAC名     | 2,5-Dimethoxy-4-iodo-phenethylamine 又は 1-(2,5-dimethoxy-4-iodophenyl)-2-aminoethane |
| 化学式      | C10H14INO2                                                                            |
| 分子量      | 307.13g/mol                                                                           |
| CAS登録番号 | 69587-11-7                                                                            |
| SMILES      | NCCC1=C(OC)C=C(I)C(OC)=C1                                                             |

2C-Iは、幻覚剤の一種で、服用により幻覚作用を表す合成化合物。フェネチルアミン系の薬物であるため、2C-BやMDMAのデザイナードラッグと評されることも多々ある。白～淡褐色の結晶状の粉、柔軟性があるフワフワした感じの粉などが日本において流通している物の外観。味は苦い。

## レクリエーション使用
2000年代の初めの頃、粉末状の2C-Iは、アメリカ合衆国や日本、アジアなどにあるいくつかの研究用化学物質のオンラインベンダーから購入が可能となった。2002年から2003年にかけて、デンマークやイギリスにおけるレイヴやクラブシーンにおいて、錠剤型の2C-Iは、LSDやアンフェタミンの混合、MDMAの錠剤と称されクラブドラッグとして販売されていた。トロントのレイヴシーンにおいて、GHBと同様に薄められた液状の形態で売られているものが購入できる。日本においては、オンライン通販や露店などで販売されていた。ただし、行政の取締強化に伴い販売業者は相次いで閉店し、現在購入は困難である。

## 使用方法と効果
2C-Iの使用者は主に、これを経口摂取する。経鼻摂取（スニッフィングとも言う）、粘膜摂取、筋肉注射、静脈注射をする者もいるが、2C-T-7で、経鼻摂取でオーバードース（薬の過剰摂取）し、死亡した人がいるという情報があるため、経鼻摂取は、基本的に好まれない。経口摂取時は10から25ミリグラムほどが適量な摂取量といわれている。他の経口摂取をする薬物と同様に、空腹時に摂取をすると吸収効率が良い。
摂取から30分から1時間ほどで効果が現れ始め、5から10時間ほど持続する。まず最初に腹痛を訴えるものも多いが、これは1時間ほどで大抵の場合収まる。効果は五感の歪みを感じ、精神的な幻覚作用もある。また場合により多幸感もある。瞳孔拡散も起こるので、幻覚効果と相まって色や光彩の変化も起こる。多量摂取時には、多汗や動悸を訴えたり、パニックを起こす者もいる。
誰も2C-Iの危険性に関する研究を行っていないため、2C-Iの危険性がどの程度あるかは分かっていない。ただ、甲状腺機能亢進症になった、視力の低下が起こった、自律神経失調症になった、などの報告がある。

## 適法性
デンマークやドイツ、ギリシャ、アイルランド、イギリスなどの幾つかのヨーロッパの国々において、2C-Iは違法な規制物質となっている。2003年11月、欧州理事会はすべてのEU加盟国にむけて、3カ月以内に2C-Iの禁止を強制する拘束力がある指示を出した。
アメリカ合衆国において、2C-Iは規制物質法に基づくスケジュールや規制がされていない。しかしながら、規制物質法でスケジュールI薬物に指定されている2C-Bに構造や効果が似ていることから、連邦類似体法（規制物質法に含まれる項目。規制物質法におけるスケジュールI及びII物質に類似した物質は、この項目により取り締まられる可能性がある。）に基づき、2C-Iの所持及び販売は潜在的に起訴される可能性がある。2004年、ウェブ・トリップ作戦において、麻薬取締局は2C-Iを含む連邦類似化合物法に触法する物質を販売していたオンラインベンダーを告発している。
日本においては、麻薬及び向精神薬取締法に基づき規制されている。2008年1月18日に2C-T-2, 2C-T-4とともに麻薬指定された。（新たに指定された麻薬等）